# Havant Hockey Club
Havant Hockey Club is een hockeyclub uit de Engelse plaats Havant, Hampshire. De club werd opgericht in 1907.
De club komt bij de mannen uit op het een-na-hoogste niveau. De club behaalde begin jaren 90' driemaal de landstitel in 4 jaar. Hierdoor nam Havant deel aan de Europacup I van 1992 en 1995. De club heeft daarnaast ook een jeugd- en een vrouwenafdeling.